# Bracknell Forest
Bracknell Forest é uma autoridade unitária e burgo no Condado de Berkshire no sudoeste da Inglaterra. Contém as cidades de Bracknell, North Ascot, Sandhurst, Crowthorne e diversas vilas e vilarejos. Bracknell é uma das cidades novas da Inglaterra.

## História
A área é habitada desde a pré-história. Escavações indicam que Bin Hill foi um antigo acampamento da idade do bronze (entre 2000 a.C. e 500 a.C), e a área de Caesar's Camp é uma colina fortificada pelos Celtas antes da invasão romana. As divisas do Caesar's Camp tem a forma de uma folha de carvalho. A primeira fortificação romana na região localizava-se em Wickham Bushes. Durante o período Saxão (Século V), a região era desolada e frequente esconderijo de bandidos, uma das possíveis interpretações para a etimologia do nome. 

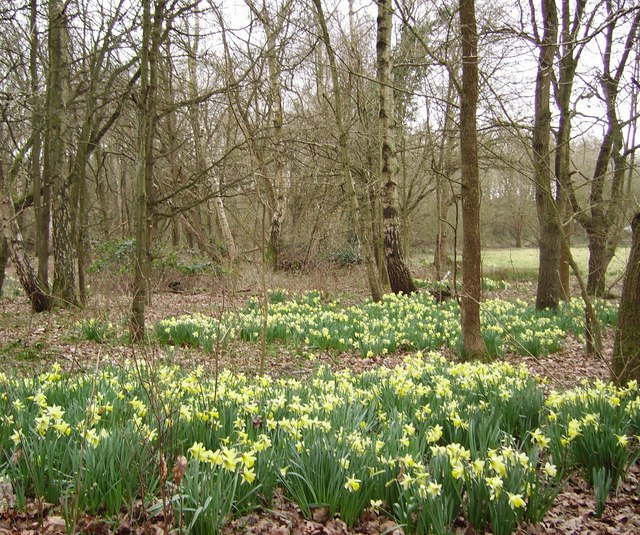
Narcisos selvagens em Ambarrow Court, Bracknell Forest

Em 1086 o livro Domesday menciona, Easthampstead nessa área, que significa casa ao lado da porteira. Toda essa área de Berkshire nessa época era Floresta Real, e a porteira permitia a movimentação de cervos de uma área para outra. A casa tem relevância histórica, possivelmente sendo um dos palácios do reis Saxões de Wessex. Há uma lenda onde Rei Osvaldo da Nortúmbria converteu o Rei Cunegils de Wessex durante uma visita a Easthampstead.
O primeiro registro do nome braccan heal ocorre num documento Anglo-Saxon, numa divisa entre Winkfield e Warfield. Um possível significado para o nome é terras pertencentes a Bracca . Outra possibilidade é que o nome signifique esconderijo coberto de mato (em inglês, bracken é um tipo de samambaia selvagem). O nome Old Bracknell aparece no mapa de Goring de 1463. O mapa de Norden de 1607 cita  Old Bracknell e New Bracknell .
Durante o período Normando (após 1066), o Rei Guilherme possivelmente construiu um forte de madeira em Wooden Hill. Ainda há uma colina artificial (motte) no local, que pode ser o alicerce do forte ou uma sepultura pré-histórica. Ou ambos.

## Organização política

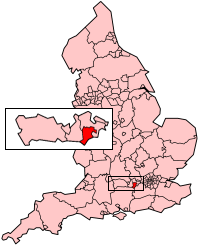
Localização de Bracknell Forest

Bracknell Forest foi formada em 1 de abril de 1974, como Non-metropolitan District of Bracknell, no lugar do antigo Distrito Rural de Easthampstead. Em maio de 1988, foi elevada à categoria de burgo, e teve seu nome trocado para Bracknell Forest Borough Council. 
Em 1 de abril de 1998, o Berkshire County Council foi abolido na re-estruturação Banham Review, e o  Bracknell Forest Borough Council foi transformada em autoridade unitária. Atualmente, a maioria das referências (inclusive o site na Internet e o logotipo) mencionam apenas Bracknell Forest Council .
Em 1973 Bracknell Forest tornou-se gêmea de Opladen na Alemanha. Em 1975, Opladen foi incorporada por Leverkusen, que se tornou então a cidade gêmea de Bracknell Forest.

## Floresta de Bracknell
Apesar do nome, não existe uma Floresta de Bracknell. Entretanto, há uma floresta próxima, denominada Swinley Forest ou Swinley Woods, que é uma área de 11 km2 de propriedade da Coroa Britânica entre as cidades de Bracknell e Bagshot.  A área é coberta principalmente de pinheiros (Pinus sylvestris), e é categorizada como Site of Special Scientific Interest (SSSI) devido à população aviária.
A região é rica em argila vermelha e possuia muitas olarias. Os tijolos de Bracknell (Bracknell Bricks) eram famosos, e foram usados para a construção de vários edifícios importantes, incluindo 10 Downing Street (residência oficial do primeiro ministro inglês), Eton College, Harrow School, Castelo de Windsor, Museu Madame Tussauds, Royal Holloway College, Hampton Court, Catedral de Westminster e outros.

## Paróquias civis
O burgo é subdividido em seis paróquias civis:
1. Binfield
2. Bracknell
3. Crowthorne
4. Sandhurst
5. Warfield
6. Winkfield